# Charles Hubert Millevoye
Charles Hubert Millevoye (Abbeville, 24 de dezembro de 1782 — Paris, 12 de agosto de 1816) foi um poeta francês várias vezes homenageado pela Academia Francesa. É considerado uma figura de transição da literatura francesa entre os séculos XVIII e XIX com suas poesias românticas. Seu poema Dans les bois l'amoureux Myrtil tornou-se muito conhecido por ser trilha de Vieille Chanson, de Georges Bizet, bem como Le Mancenillier, encontrada em L'Africaine, de Giacomo Meyerbeer, e Le Mancenillier, de Louis Moreau Gottschalk.